# Rinorea amapensis
Rinorea amapensis Hekking – gatunek roślin z rodziny fiołkowatych (Violaceae). Występuje naturalnie w Surinamie, Gujanie Francuskiej oraz Brazylii (w stanach Amazonas, Amapá i Pará). 

## Morfologia
PokrójDrzewo.
LiścieUlistnienie jest naprzeciwległe. Blaszka liściowa ma odwrotnie jajowaty kształt, jest niemal całobrzega, ma symetryczną nasadę i spiczasty wierzchołek.
KwiatyZebrane w gronach.
OwoceTorebki mierzące 15-40 mm średnicy. Nasiona mają kulisty kształt.

## Biologia i ekologia
Rośnie w wilgotny lesie równikowym. 